# Quận Morgan, West Virginia
Quận Morgan là một quận thuộc tiểu bang West Virginia, Hoa Kỳ. Theo điều tra dân số năm 2010 của Cục điều tra dân số Hoa Kỳ, quận có dân số 17541 người 2. Quận lỵ đóng ở Berkeley Springs.6

## Địa lý
Theo Cục điều tra dân số Hoa Kỳ, quận có tổng diện tích 600 km2, trong đó có 1 km2 là diện tích mặt nước.

## Thông tin nhân khẩu
Theo điều tra dân số 2 năm 2000, quận đã có dân số 14.943 người, 6.145 hộ gia đình, và 4.344 gia đình sống trong quận hạt. Mật độ dân số là 65 người trên một dặm vuông (25/kmТВ). Có 8.076 đơn vị nhà ở mật độ trung bình là 35 trên một dặm vuông (14/kmТВ). Cơ cấu dân tộc của cư dân sinh sống ở quận này bao gồm 98,30% người da trắng, 0,60% da đen hay Mỹ gốc Phi, 0,17% người Mỹ bản xứ, 0,12% châu Á, Thái Bình Dương 0,01%, 0,23% từ các chủng tộc khác, và 0,57% từ hai hoặc nhiều chủng tộc. 0,83% dân số là người Hispanic hay Latino thuộc một chủng tộc nào.
Có 6.145 hộ, trong đó 28,70% có trẻ em dưới 18 tuổi sống chung với họ, 57,90% là đôi vợ chồng sống với nhau, 8,20% có một chủ hộ nữ và không có chồng, và 29,30% là không lập gia đình. 24,50% hộ gia đình đã được tạo ra từ các cá nhân và 10,20% có người sống một mình 65 tuổi hoặc cao tuổi hơn. Cỡ hộ trung bình là 2,40 và cỡ gia đình trung bình là 2,84.
Sự phân bố tuổi là 22,40% dưới độ tuổi 18, 6,80% 18-24, 27,30% 25-44, 26,90% từ 45 đến 64, và 16,60% từ 65 tuổi trở lên. Độ tuổi trung bình là 41 năm. Đối với mỗi 100 nữ có 96,60 nam giới. Đối với mỗi 100 nữ 18 tuổi trở lên, đã có 95,00 nam giới.
Thu nhập trung bình cho một hộ gia đình trong đã đạt mức USD 35.016, và thu nhập trung bình cho một gia đình là USD 40.690. Phái nam có thu nhập trung bình USD 29.816 so với 22.307 USD của phái nữ. Thu nhập bình quân đầu người là 18.109 USD. Có 8,00% gia đình và 10,40% dân số sống dưới mức nghèo khổ, bao gồm 11,60% những người dưới 18 tuổi và 8,80% của những người 65 tuổi hoặc hơn.